# جيمس هاميلتون ماكلين
جيمس هاميلتون ماكلين (بالإنجليزية: James Hamilton McLean)‏ هو عالم حيوانات أمريكي، ولد في 1936.